# ADGZ装甲車
ADGZ装甲車（アーデーゲーツェットそうこうしゃ、M35中型装甲車、M35 mittlerer Panzerwagen）は、第二次世界大戦前のオーストリア陸軍が開発した装輪装甲車である。

## 概要
1930年頃に警察や国境警備隊向けとして開発が始められ、1933年にオーストロ・ダイムラー・ブッフヴェルケ (Austro-Daimler) により最初の試作車が完成した。しかしこれは6輪トラックを改造した、後のADGZとは大きく異なるものであった。
翌1934年にM612水冷式ガソリンエンジンを搭載し、傾斜装甲で覆われた新しいデザインの試作車が完成、中央の4輪（ダブルタイヤ）が駆動し、前後の4輪は空転しステアリングを切るだけの8輪重装甲車となった。
1938年にオーストロ・ダイムラー・ブッフヴェルケにより27輌が生産され、オーストリア陸軍に引き渡された。これはその後、ダンツィヒの警察で使用された。
1941年に製造元のシュタイアー (Steyr Motors GmbH) 社はナチス親衛隊より25輌の発注を受け、1942年中に引渡した。これらは東部戦線の戦線後方での警備に使用された。